# 温皋谟家族合葬墓
温皋谟家族合葬墓，位于中国广东省东莞市东莞市寮步镇石步村，为东莞市的一个市、县级文物保护单位，类型为古墓葬，公布时间为2004年1月8日。
温皋谟家族合葬墓的历史年代为明代。